# Wijdewormer
Wijdewormer ist ein Ortsteil der Gemeinde Wormerland in der niederländischen Provinz Noord-Holland.

## Geographie
Die Gemarkung des Ortsteiles umfasst den gleichnamigen Polder sowie ein kleineres Randgebiet nördlich vom Ringvaart. Dabei handelt es sich um die historische Ortslage von Neck und die umliegenden Ländereien, die vormals zu Purmerend gehört haben.

## Geschichte
Der Ort entstand 1626 durch die Trockenlegung vom Wormermeer und dem dadurch neu geschaffenen Polder De Wijde Wormer.
Aus einem Dorf entstand 1817 eine gleichnamige Gemeinde und diese blieb eigenständig, bis sie 1991 zusammen mit Jisp und Wormer in der neu eingerichteten Gemeinde Wormerland aufging.